# Habenaria rhodocheila
Habenaria rhodocheila là một loài lan that occurs from South China to peninsular Malaysia và the Philippines.

## Hình ảnh

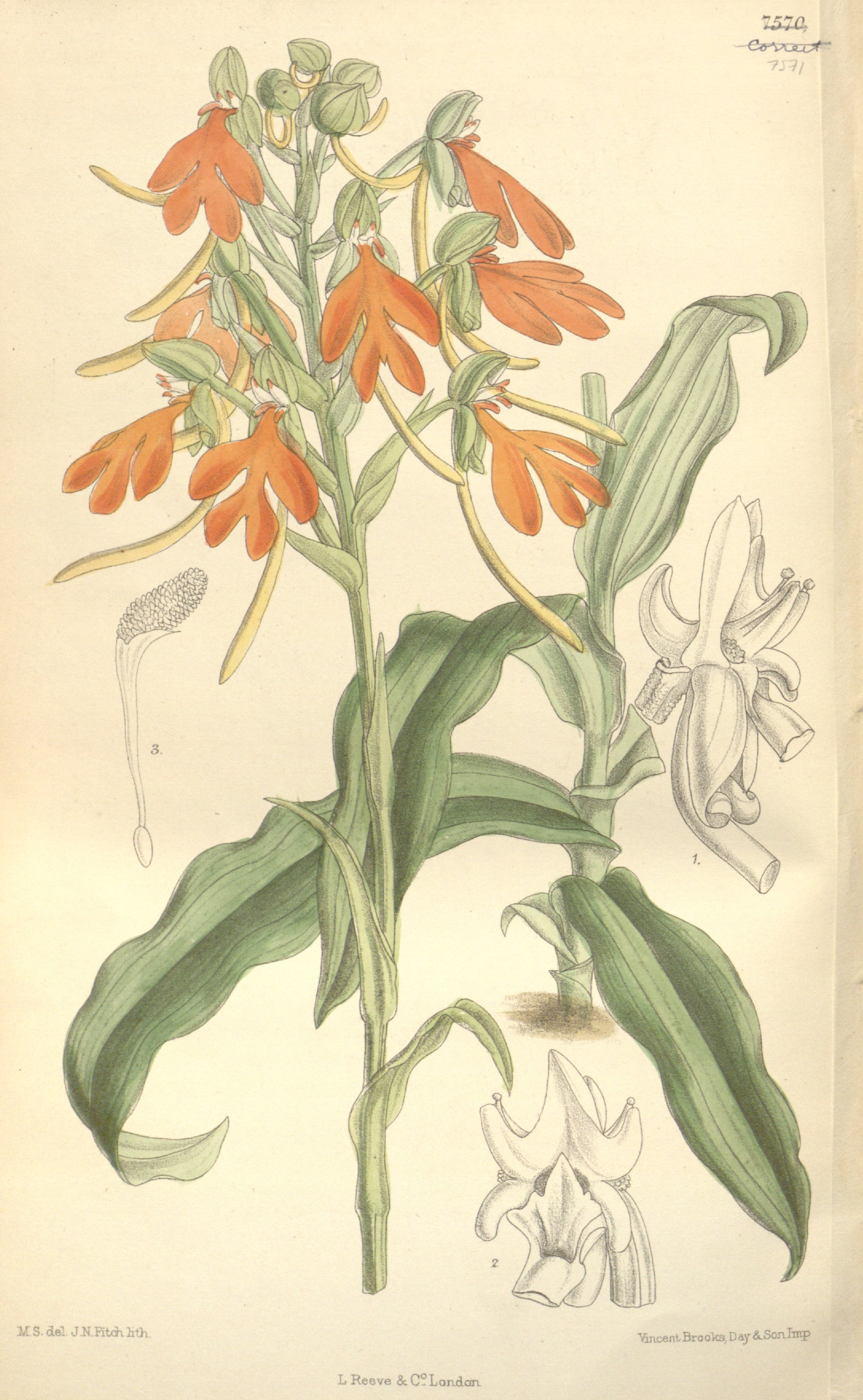
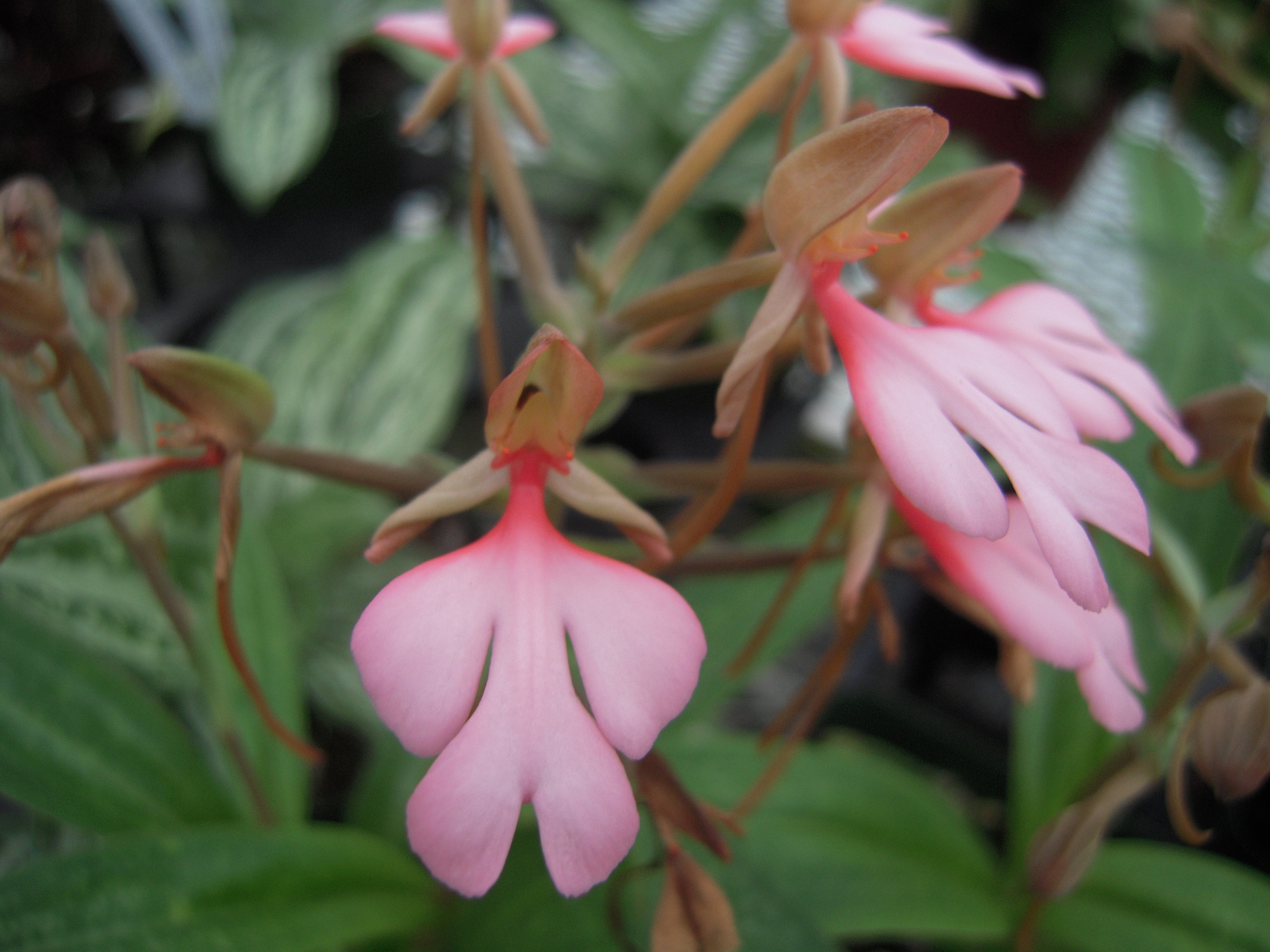
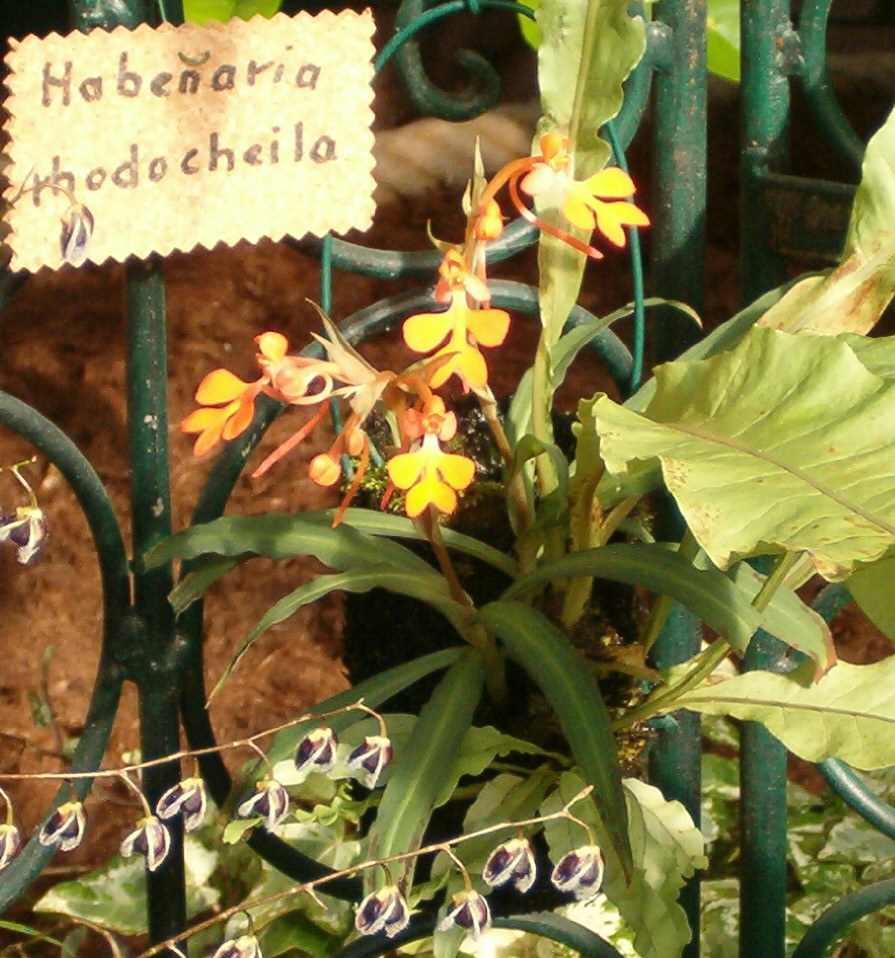
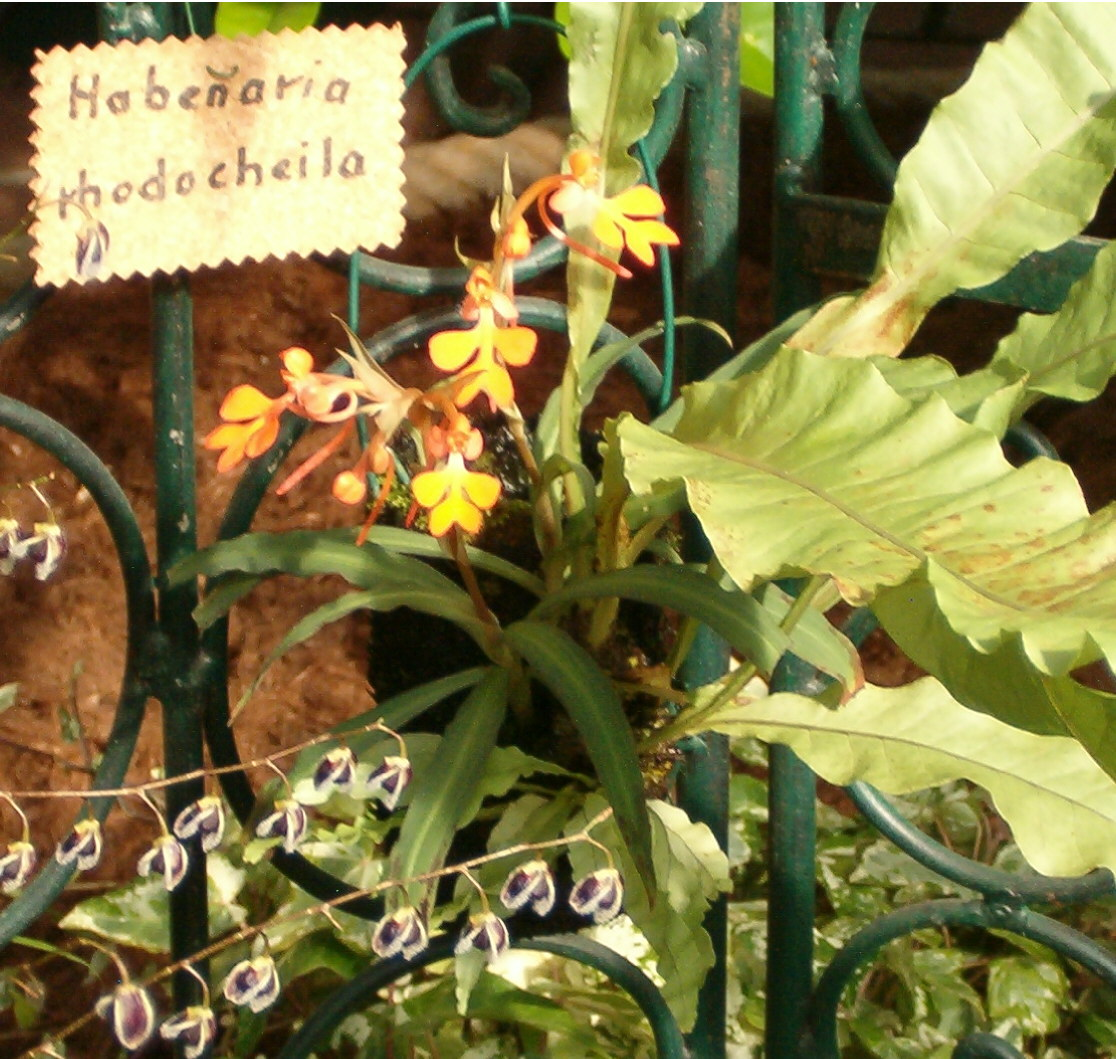